# Anšlavs Eglītis
Anšlavs Eglītis (Riga, 14 d'octubre de 1906 – Los Angeles, 4 de març de 1993) fou un escriptor i periodista letó, refugiat de guerra el 1944. Va tenir una prolífica carrera com a novel·lista, i la seva obra tardana sovint va examinar els aspectes de la vida de l'exili.

## Biografia
Eglītis va néixer a Riga (Letònia) i va ser el gran de dos germans. La família va passar totes les seves vacances d'estiu a la casa rural d'Inciems, que més tard va descriure en la seva novel·la Pansija pilī (1962). El 1925 va contraure la tuberculosi. La seva mare, que també va patir la malaltia pulmonar, va morir durant la seva estada al sanatori de Leysin. Es va graduar a l'Acadèmia d'Art de Letònia el 1935.
El 1944, amb l'Ocupació dels Estats Bàltics per la Unió Soviètica, va deixar Letònia per traslladar-se fins a Alemanya. El 1950 es va traslladar a Califòrnia. El seu pare, l'escriptor Viktors Eglītis, va ser arrestat, torturat i executat a l'edifici de la Txekà a Riga, el 1945. Es desconeix la localització de la seva tomba.
En el seu exili americà, Eglītis va escriure més de cinquanta novel·les i relats curts. Paral·lelament, va desenvolupar la seva faceta de crític de cinema i teatre pel diari Laiks, on també va publicar diverses de les seves novel·les.
Va morir de càncer a Los Angeles el 1993. El 2006 el servei de correu de Letònia va emetre un segell commemoratiu en honor d'Eglītis. Dos anys més tard es va aixecar un monument a l'escriptor a Inciems.